# South Park: Post Covid
South Park: Post COVID es una película de televisión estadounidense de comedia animada para adultos que forma parte de la franquicia South Park. Es la primera de una serie de catorce próximas películas de South Park para el servicio de streaming Paramount+. Se estrenó el 25 de noviembre de 2021, y para Latinoamérica el 7 de diciembre de 2021. Es la primera película de South Park en más de dos décadas desde South Park: Bigger, Longer & Uncut, y también es la primera película de Trey Parker y Matt Stone desde Team America: World Police.
La película trata sobre Stan Marsh, Kenny McCormick, Kyle Broflovski y Eric Cartman lidiando con un mundo en el futuro después de la pandemia de COVID-19.

## Trama
Cuarenta años en el futuro, la pandemia de COVID-19 está disminuyendo. Stan se mudó de South Park y empieza a trabajar como consultor de whisky en línea, viviendo también con una modesta Amazon Alexa. Stan recibe una llamada de Kyle, ahora consejero vocacional en la Escuela Primaria South Park, quien le informa que Kenny ha muerto.
Kenny, quien trabajaba como científico, había estado investigando los orígenes del COVID-19 y la posibilidad de una cura, y reveló que, en caso de que muriera, sus amigos más cercanos sabrían dónde encontrar los datos faltantes al volver sobre sus pasos. Stan regresa a South Park para presentar sus respetos a Kenny; es reacio a volver a conectarse con Kyle y rechaza su sugerencia de que busquen los datos faltantes de Kenny. Los chicos asisten al funeral y se reúnen con varios de sus antiguos compañeros de clase. Cartman se convirtió al judaísmo, se convirtió en rabino y está formando una familia, para disgusto escéptico de Kyle. También asisten Tweek y Craig; Wendy y su esposo, Darwin; Jimmy, quien es presentador de un programa de entrevistas nocturno; Token, ahora agente de la ley; y Clyde. Stan deja el velatorio temprano y mira un informe sobre Kenny, donde aparece escrito "Tegridy Weed" en las notas de Kenny.
En el funeral de Kenny, un iracundo Stan cree que Kyle le tendió una trampa para obligarlo a visitar a su padre, Randy Marsh. Cuando Stan se va, un científico confirma que la causa de la muerte de Kenny es una nueva variante de COVID-19, lo que provoca un pánico generalizado. Las fuerzas militares ponen en cuarentena a South Park mientras Stan intenta irse, lo que lo obliga a refugiarse en la escuela primaria de South Park. Con el refugio a plena capacidad, Kyle permite -a regañadientes- que Cartman y su familia se queden con él.
Stan finalmente cede y visita a su familia. Después de la pandemia, Sharon solicita el divorcio a Randy al mostrar su disgusto con el empleo de su esposo; sin embargo, Randy se negó a renunciar a su participación en Tegridy Farms, dando lugar a discusiones constantes. Frustrado de la situación, Stan quemó la granja sin saber que su hermana Shelly estaba dentro del granero. Angustiada por la muerte de Shelly, Sharon se suicidó mientras Stan y Randy se distanciaron. Escapan del hogar de ancianos a lo que queda de Tegridy Farms, donde Randy acepta su responsabilidad por la pandemia, y revela que había introducido semillas de marihuana de contrabando en su recto, lo que llevó a Stan a darse cuenta de que Kenny hizo lo mismo con sus datos.
En ausencia de Stan y Kyle; Token, Craig, Tweek, Wendy, Jimmy y Clyde intentan buscar los datos de Kenny ellos mismos. Intentan contactar a Victor Chouce, el único asociado sobreviviente de Kenny, pero descubren que está institucionalizado. Clyde se niega a ser vacunado, lo que impide que los chicos visiten el asilo. Descubren el laboratorio secreto de Kenny en la escuela y se enteran de que estaba intentando perfeccionar el viaje en el tiempo para evitar que ocurriera la pandemia.
Stan, Kyle y Cartman visitan la morgue y recuperan la memoria USB de Kenny de su recto. Se reúnen con sus amigos en la escuela y descubren en el camino un video del experimento de viaje en el tiempo de Kenny, en el que su colega revela que los culpó por dejar que la pandemia los separe, causando indirectamente el futuro distópico. Debido a que Kenny no usaba una máscara, ocurre un mal funcionamiento que mata a todos los científicos. Kenny desaparece brevemente y regresa después de haber contraído COVID-19 en el proceso. Reflexionando sobre su infancia, Stan y Kyle prometen terminar el trabajo de Kenny. Cartman también se ofrece como voluntario al principio, por temor a su familia. Sin embargo, huye con ellos, no queriendo que cambie el futuro. Mientras tanto, Randy encuentra un pequeño brote de marihuana y jura protegerlo. En el asilo, se revela que "Chouce" es una pronunciación incorrecta de "Chaos", lo que sugiere que es Butters.

## Producción

### Trato
El 5 de agosto de 2021, Comedy Central anunció que Parker y Stone firmaron un acuerdo de $900 millones de dólares para extender la serie a 30 temporadas y 14 películas hasta 2027, las cuales pasarían a ser producciones exclusivas de Paramount+. Además confirmaron el lanzamiento de dos películas para fines de 2021, con títulos desconocidos en ese momento.

### Proceso de trabajo
South Park Studios, la productora de la serie, se cerró desde que comenzó la pandemia en marzo de 2020, por lo que el equipo tuvo que trabajar de forma remota. Parker declaró que la película está hecha para televisión y no tiene un presupuesto teatral. Stone dijo que quieren seguir experimentando porque «Estamos en donde está mucha gente, que es el tipo de futuro que apesta. Nos gustaría volver a donde cada semana podamos hacer algo totalmente diferente».

## Recepción
Liam Hoofe de Flickering Myth dijo sobre la película: «Al final, South Park: Post Covid se siente como si estuviera preparando la mesa para una función más interesante un poco más adelante. La película/especial de televisión pasa la mayor parte de su tiempo de ejecución presentándonos al nuevo mundo en el que ahora habita el grupo. Tiene algunos toques satíricos realmente agradables y muchos de los chistes relacionados con el COVID-19 encajan bien».